# 三宅康保

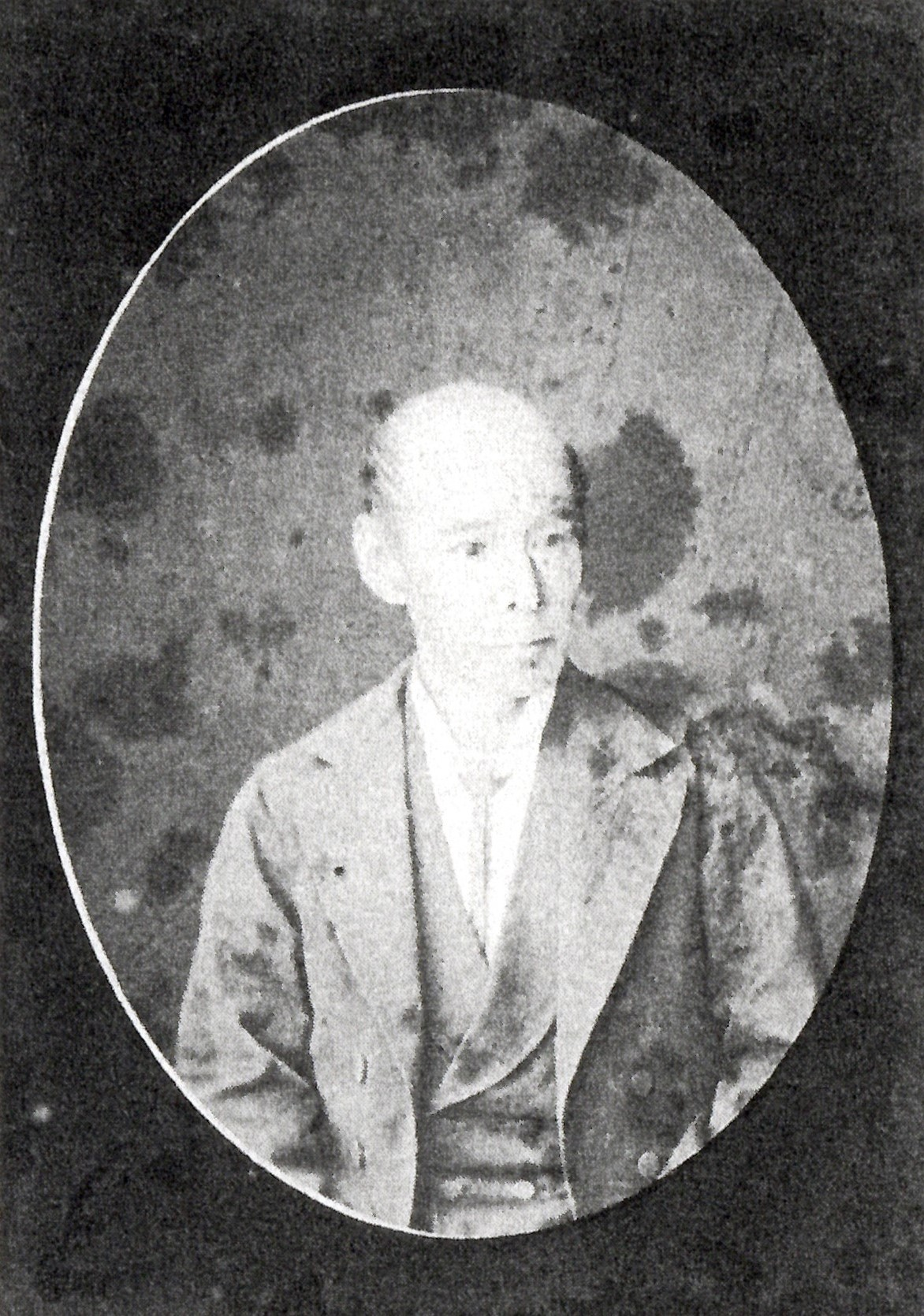
三宅康保

三宅 康保（みやけ やすよし、天保2年2月1日（1831年3月14日） - 明治28年（1895年）1月23日）は、三河国田原藩の第12代（最後）の藩主。田原藩三宅家15代。
第10代藩主・三宅康明の弟・三宅友信（毅斎、8代藩主・三宅康友の四男）の長男。正室は第11代藩主・三宅康直の娘・おけい、継室は船越景之の娘。子は三宅康寧（長男）など。官位は従五位下、備前守。子爵。号は橘堂。
第11代藩主を姫路藩酒井家からの養子である康直が継いだ際、重臣の渡辺崋山の尽力で次の藩主の座を約束され、嘉永元年（1848年）12月16日、従五位下・対馬守に叙任する。その後、備前守、備後守、備前守と改めた。嘉永3年（1850年）11月11日、康直の隠居により家督を相続した。嘉永6年（1853年）、大坂城在番を務める。文久2年（1862年）、大坂城在番を務める。幕末・維新の動乱期に際しては、家老であり、砲術家として全国で著名もあった村上範致の補佐を得て、難局を乗り切った。
明治2年（1869年）6月、田原藩知事に就任する。明治4年（1871年）7月、廃藩置県により藩知事を解任される。明治維新後は久能山東照宮宮司などを務めた。1883年（明治16年）3月24日に隠居し、家督を長男の康寧が継承した。明治28年（1895年）正月23日、65歳で死去した。法号は大康院殿寿岳保亀大居士。墓所は愛知県田原市田原町北番場の霊巌寺と東京都豊島区雑司が谷の本浄寺。

## 系譜
父母
- 三宅友信（実父）
- 三宅康直（養父）

正室、継室
- おけい ー 三宅康直の娘
- 船越景之の娘

子女
- 三宅康寧（長男）